# Ricardo Fuller
Ricardo Dwayne Fuller (Kingston, 31 ottobre 1979) è un ex calciatore giamaicano di ruolo attaccante.

## Carriera
Comincia la sua carriera nel Tivoli Gardens F.C. prima di spostarsi nel Regno Unito nel febbraio 2001 quando viene acquistato dal Crystal Palace per 1 milione di sterline.
Deluse le aspettative del club inglese ritorna al club d'origine, per poi spostarsi in prestito nel club degli Hearts, in Scottish Premier League.
Nel 2002 viene comprato dal Preston North End: qui impressiona per forza fisica e potenza, attirando l'attenzione di molti club celebri, tanto da essere acquistato dal Portsmouth e successivamente dal Southampton.
Nel 2006 viene mandato in prestito all'Ipswich Town, per poi essere definitivamente tesserato nello Stoke City per una cifra di 500.000 sterline. Durante una partita di campionato, il 28 dicembre 2008, è stato espulso per aver schiaffeggiato il suo compagno di squadra e capitano, Andy Griffin.
Si ritira dal calcio giocato il 1º gennaio 2016.

## Palmarès

### Club

#### Competizioni nazionali
- Campionato giamaicano: 1

Tivoli Gardens: 1999
- JFF Champions Cup: 1

Tivoli Gardens: 1999